# 扬·维斯雷恩
扬·维斯雷恩（Jan Versleijen，1955年12月29日—），是荷兰足球主教练。

## 教练生涯
维斯雷恩出生于荷兰芬洛，执教生涯的大部分时间在荷兰国内和西亚度过，曾先后执教瓦赫宁根、前进之鹰、格拉夫夏普、多德勒支、VVV芬洛、千叶市原、阿尔哈姆拉、伊蒂法克、阿尔夏巴和阿尔瓦达等球队。
2008年6月，维斯雷恩被任命为澳大利亚U20国家队的主教练，2011年11月辞职。
2011年12月，维斯雷恩接替同胞约翰内斯·邦弗雷雷，成为中国足球超级联赛球队河南建业主教练。2012年7月15日，河南建业在作客上海申鑫的榜末大战中，以0比2落败继续垫底，赛后球队宣布免除维斯雷恩主教练的职务。